# Isabella av Aragonien (1247–1271)
Isabella av Aragonien, född 1247, död 5 januari 1271, var en fransk drottning.

## Biografi
Isabella var dotter till Jakob Erövraren, kung av Aragonien, Valencia och Mallorca, och hans andra hustru Yolande av Ungern. Hon gifte sig den 28 maj 1262 med den blivande Filip III av Frankrike. Äktenskapet arrangerades genom ett fördrag mellan Aragonien och Frankrike, där det avtalades att Isabella skulle gifta sig med Frankrikes tronföljare, och då den dåvarande tronföljaren, Ludvig, avled, gifte hon sig i stället med Ludvigs äldste bror Filip, som blev den nästa tronföljaren. 
Drottning Isabella anses ha utövat inflytande över sin makes politik. Hon följde med sin make på det åttonde korståget mot Tunis, men avled efter att ha fallit av sin häst på tillbakavägen, i Cosenza i Kalabrien, då hon var gravid med sitt femte barn. Hon nedkom med en dödfödd son, men hämtade sig aldrig utan dog av skadorna från fallet och förlossningen. Hon begravdes i Klosterkyrkan Saint-Denis. 
Hennes grav, liksom många andra, skändades under Franska revolutionen 1793.

## Barn
- Ludvig (1264-1276)
- Filip IV "den sköne" (1268-1314), kung av Frankrike
- Robert (1269-c. 1276)
- Karl av Valois (1270-1325)